# Blue Bloods
(Tagline della serie televisiva)
Blue Bloods è una serie televisiva statunitense, di genere poliziesco, prodotta dal 2010 al 2024 per quattordici stagioni e trasmessa sulla rete televisiva statunitense CBS.
La serie è stata creata da Robin Green e Mitchell Burgess, e segue le vicende della famiglia Reagan, da generazioni legata al New York City Police Department.
Blue Bloods è stata trasmessa in prima visione negli Stati Uniti dal 24 settembre 2010 al 13 dicembre 2024. Nella Svizzera italiana è trasmessa dal 2 febbraio 2011, prima da RSI LA1 e poi da RSI LA2. In Italia è trasmessa in chiaro da Rai 2 dall'11 marzo 2011 e a pagamento da AXN dal 19 settembre 2012. 

## Trama
New York. Gli uomini della famiglia Reagan da generazioni lavorano come poliziotti presso il New York City Police Department. Frank Reagan è il capo del dipartimento, ruolo che precedentemente era stato ricoperto anche da suo padre Henry. Assieme a loro ci sono i tre figli di Frank: Danny è un detective, Erin un'assistente procuratore, e Jamie un agente di pattuglia (recluta nella prima stagione). Un quarto figlio, Joe, anch'egli poliziotto, è rimasto ucciso in servizio in passato, e tutta la famiglia ne porta ancora dentro il dolore per la perdita. La famiglia Reagan è molto unita: in ogni episodio è presente una scena in cui tutti i Reagan si riuniscono a pranzare insieme con le rispettive famiglie, spesso parlando dei loro casi.
Tra gli altri personaggi, Kelly è una giornalista fidanzata con Frank che cerca sempre di pubblicare le storie in anticipo rispetto alle intenzioni di Frank. La detective Jackie Curatola è la compagna di servizio di Danny. Linda è la moglie di Danny e madre dei loro due figli. Jamie è stato fidanzato con Sydney, sua compagna di studi a Harvard che ha però interrotto il fidanzamento dopo che Jamie è diventato poliziotto. Il capo e compagno di servizio di Jamie è il sergente Anthony Renzulli, che è duro ma leale con Jamie e pensa che abbia il potenziale per diventare un bravo poliziotto.

## Episodi
| Stagione                 | Episodi | Prima TV USA | Prima TV in italiano |
| ------------------------ | ------- | ------------ | -------------------- |
| Prima stagione           | 22      | 2010-2011    | 2011                 |
| Seconda stagione         | 22      | 2011-2012    | 2012                 |
| Terza stagione           | 23      | 2012-2013    | 2013                 |
| Quarta stagione          | 22      | 2013-2014    | 2014                 |
| Quinta stagione          | 22      | 2014-2015    | 2015                 |
| Sesta stagione           | 22      | 2015-2016    | 2016                 |
| Settima stagione         | 22      | 2016-2017    | 2017                 |
| Ottava stagione          | 22      | 2017-2018    | 2018-2019            |
| Nona stagione            | 22      | 2018-2019    | 2019-2020            |
| Decima stagione          | 19      | 2019-2020    | 2020-2021            |
| Undicesima stagione      | 16      | 2020-2021    | 2021-2022            |
| Dodicesima stagione      | 20      | 2021-2022    | 2022-2023            |
| Tredicesima stagione     | 21      | 2022-2023    | 2023                 |
| Quattordicesima stagione | 18      | 2024         | 2025                 |

## Personaggi e interpreti

### Personaggi principali
- Francis "Frank" Reagan (stagioni 1-14), interpretato da Tom Selleck, doppiato da Stefano De Sando.
Comandante del NYPD. Ex marine e veterano della guerra del Vietnam, è rimasto vedovo con i figli ormai adulti. Patriarca della famiglia Reagan, svolge il suo lavoro mettendo il bene comune e l'integrità al di sopra di tutto. Nelle varie vicende che si susseguono cerca sempre di risolvere i problemi usando la diplomazia, accettando l'uso della forza solo se motivata e come ultima risorsa. Quasi sempre è lui a cui i suoi figli e i suoi amici si rivolgono di fronte a dilemmi etici o morali.
- Daniel "Danny" Reagan (stagioni 1-14), interpretato da Donnie Wahlberg, doppiato da Fabio Boccanera.
Figlio maggiore dei tre in vita. Danny è un detective del NYPD assegnato al 54º distretto. Svolge il suo lavoro in modo duro e passionale, non sempre seguendo le regole. Anche Danny è un ex marine; ha combattuto in Iraq e ora, tornato a casa, sta tentando di gestire il PTSD sviluppato in guerra che a volte lo affligge. È felicemente sposato con Linda, con cui ha due figli: Jack e Sean. Tuttavia, dopo la morte della moglie, considererà seriamente l'idea di abbandonare il lavoro per stare con i figli.
- Joseph "Joe" Connor Reagan. Personaggio mai apparso di persona, solo in foto, ma menzionato più volte, è il figlio primogenito deceduto in servizio. Era come Danny un detective del NYPD ed è stato ucciso da alcuni poliziotti corrotti quindici mesi prima del primo episodio, tutti legati a un'organizzazione dentro il Dipartimento chiamata "Il templare blu", successivamente smantellata: i suoi membri verranno arrestati, a parte l'assassino che si ucciderà. Al termine della decima stagione si scopre che nel 1996 la sua ex compagna di accademia ha partorito suo figlio, di cui però né Joe né quest'ultimo, anche lui chiamato Joseph in onore del padre, hanno mai saputo l'uno dell'altro.
- Erin Reagan (stagioni 1-14), interpretata da Bridget Moynahan, doppiata da Chiara Colizzi.
Figlia terzogenita. Assistente procuratore distrettuale, poi vice-procuratore che persegue molti dei criminali coinvolti nei casi di Danny, Frank e Jamie. Nel corso della serie molte volte si ritrova a dovere individuare e risolvere problemi legati alla corruzione degli organi burocratici e giudiziari. Erin è divorziata e ha una figlia adolescente, Nicky.
- Jamison "Jamie" Reagan (stagioni 1-14), interpretato da Will Estes, doppiato da David Chevalier.
Il più piccolo dei figli, all'inizio della serie è una recluta fresca di accademia, entrato nel corpo di polizia dopo essersi laureato in legge all'Università di Harvard. Assegnato al 12º distretto, Jamie per strada punta sempre al raggiungimento del bene comune e, senza oltrepassare il limite, alla giustizia; questa sua morale talvolta lo fa entrare in contrasto con i propri colleghi, e molto raramente perfino con il fratello maggiore, poiché vista come troppo "puritana". Nel corso della quarta stagione Frank si rende conto che Jamie ormai è agente di pattuglia da più tempo di quanto lo siano stati lui e Danny e teme che la ragione stia nel proprio ruolo di Comandante, che scoraggia i superiori di Jamie a raccomandarlo per paura che possa sembrare nepotismo. Jamie però, in più di un'occasione, spiega sia al padre sia al fratello come diventare detective non sia la sua massima priorità, poiché il ruolo di agente di pattuglia gli piace molto e quindi non desidera essere promosso a un grado più alto. Nella nona stagione viene promosso sergente ed è trasferito al 29º distretto.
- Henry Reagan (stagioni 1-14), interpretato da Len Cariou, doppiato da Carlo Reali.
Padre di Frank, ex Comandante del NYPD in pensione, come Frank e Danny anche lui è un ex marine veterano della seconda guerra mondiale e della guerra di Corea. Utilizza la sua grande esperienza per fornire consigli a suo figlio e ai nipoti. La sua età avanzata gli permette di avere amici ovunque in città, e a volte deve provare a risolvere i loro problemi. Frank, tuttavia, non chiede molto spesso consigli al proprio padre su come gestire situazioni legali o morali dato che Henry, per quanto onesto, dati i tempi in cui era poliziotto è meno propenso alla diplomazia, e al suo posto punterebbe di più alla giustizia che alla verità.
- Linda Reagan (stagioni 5-7, ricorrente 1-4), interpretata da Amy Carlson, doppiata da Alessandra Korompay.
Moglie di Danny e infermiera del pronto soccorso. Muore in un incidente con un elicottero tra la settima e l'ottava stagione.
- Nicole "Nicky" Reagan-Boyle (stagioni 5-14 ricorrente 1-4), interpretata da Sami Gayle, doppiata da Giulia Franceschetti.
Figlia adolescente di Erin Reagan e Jack Boyle.
- Agente Edith "Eddie" Janko-Reagan (stagioni 4-14), interpretata da Vanessa Ray, doppiata da Chiara Gioncardi.
Terza partner di Jamie diplomatasi in accademia nell'estate del 2013. Autentico maschiaccio, con lei Jamie si ritrova per la prima volta a essere il partner anziano. Anche se i due differiscono in moltissime cose: famiglia (Eddie è figlia di un ex truffatore che ora sta scontando la pena), approcci (lei crede di più nello "spirito di corpo" mentre lui soprattutto nella legge), e in generale nel carattere, imparano a rispettarsi e presto diventano migliori amici. Ha un'autentica passione per il cibo spazzatura, e per questo è continuamente presa in giro dal partner mentre lei prende in giro lui per le sue manie salutistiche. Verso la fine della quarta stagione sembra che tra i due stia nascendo un sentimento più forte dell'amicizia, tanto che dopo una serata a bere i due si baciano, ma inizialmente decidono di non andare oltre per non rovinare il loro rapporto. Jamie continua comunque a mostrarsi molto protettivo nei confronti di Eddie, dandole consigli e a volte preoccupandosi eccessivamente per lei, facendola arrabbiare. Dopo più di quattro anni di pattugliamento insieme, il tira e molla tra i due ha fine quando decidono di fidanzarsi, alla fine dell'ottava stagione, e alla fine della nona si sposano.

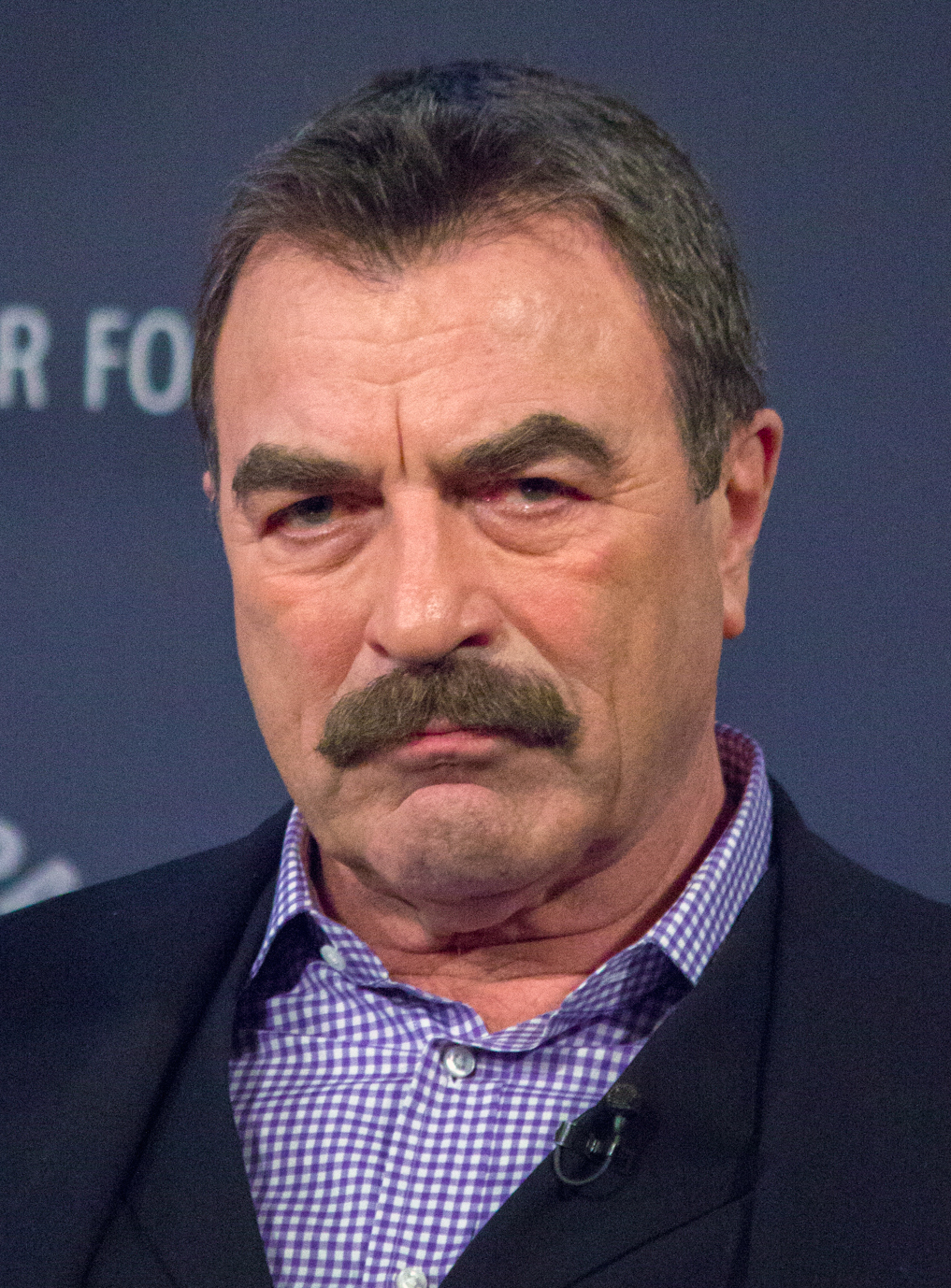
Tom Selleck interpreta Frank Reagan
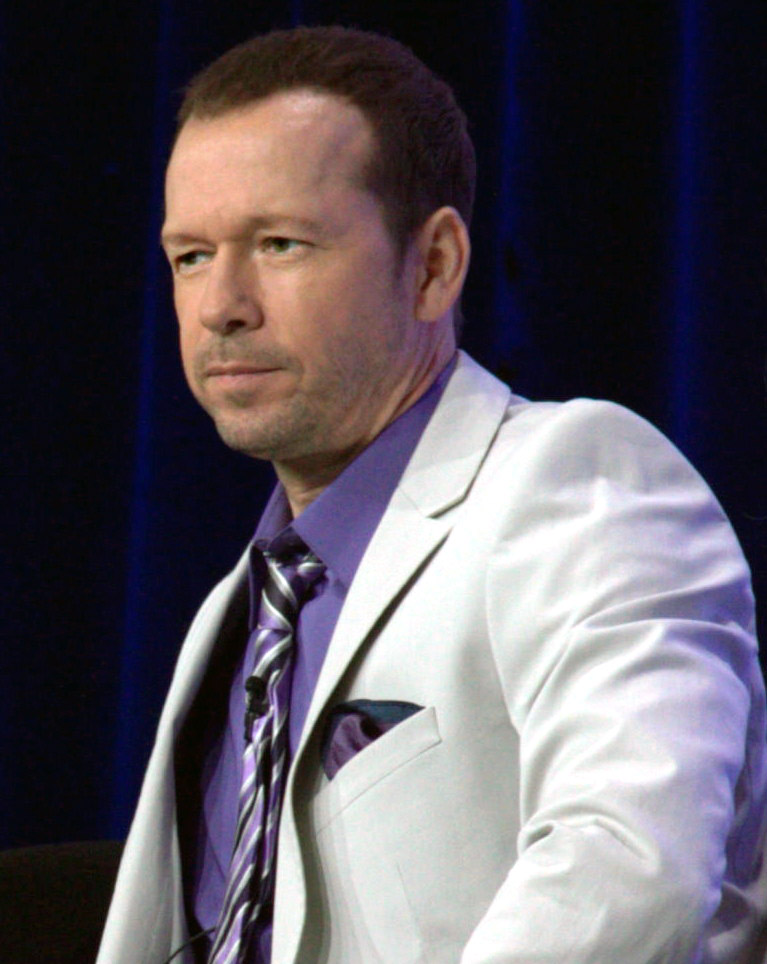
Donnie Wahlberg interpreta Danny Reagan
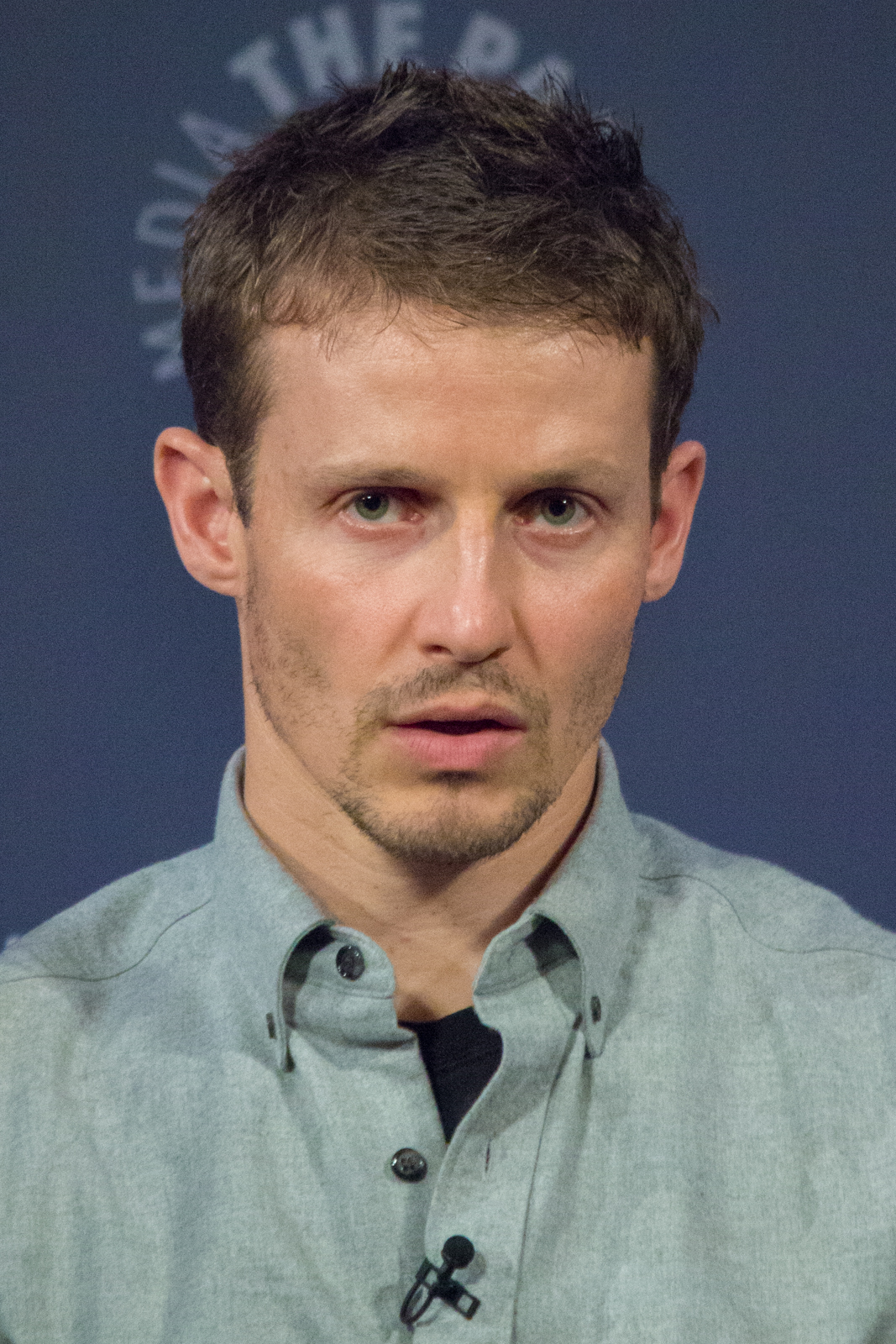
Will Estes interpreta Jamie Reagan
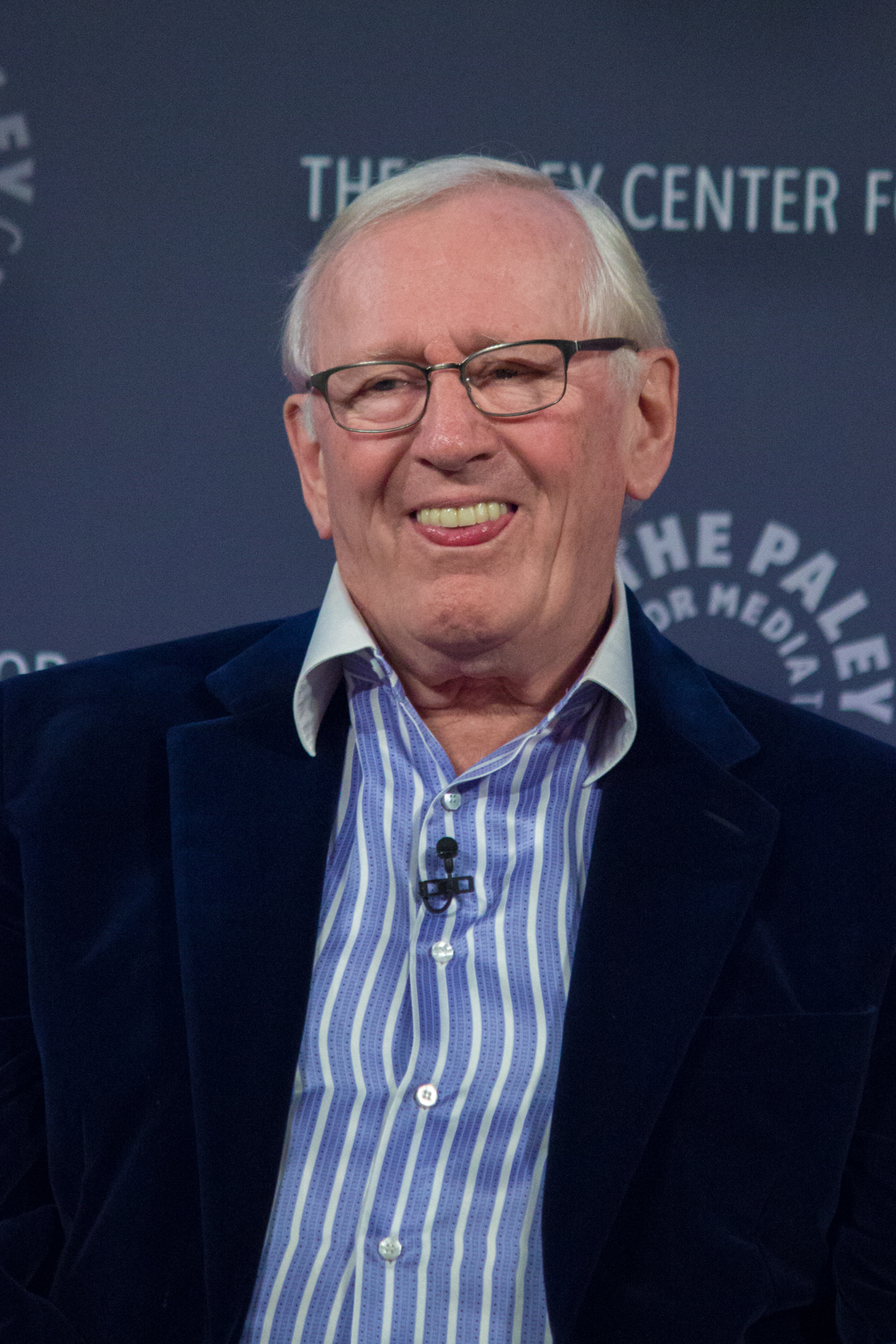
Len Cariou interpreta Henry Reagan
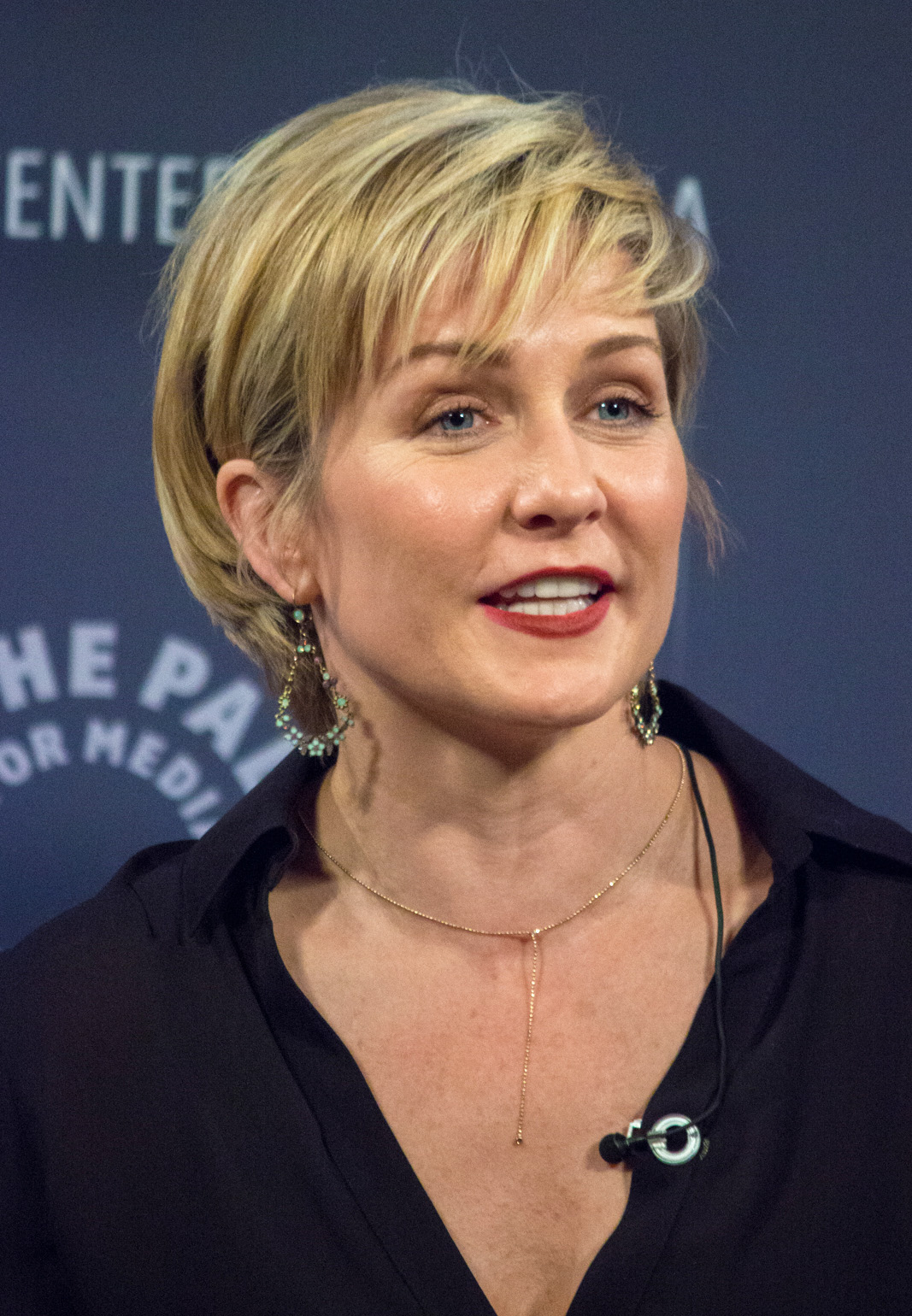
Amy Carlson interpreta Linda Reagan
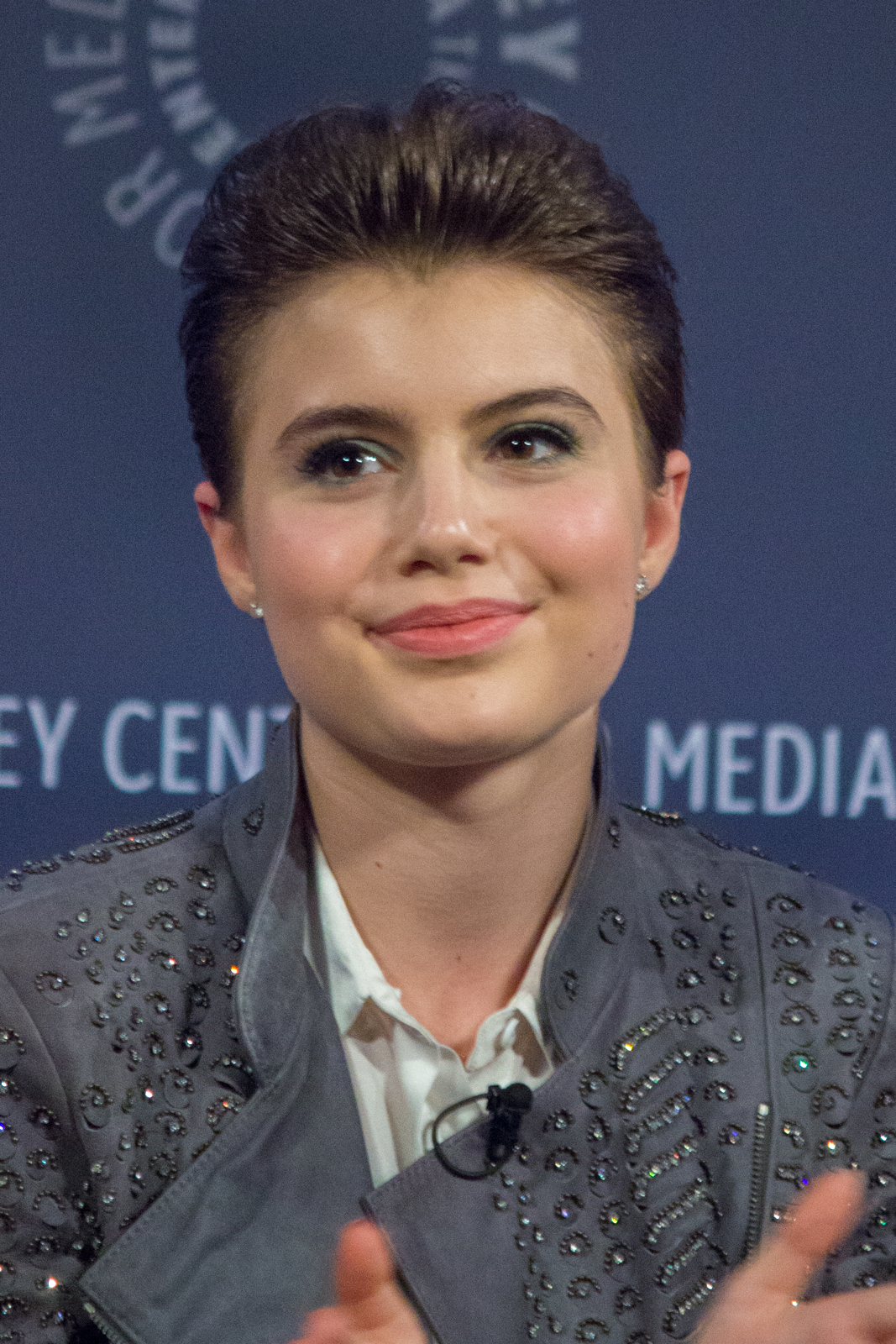
Sami Gayle interpreta Nicky Reagan-Boyle

### Personaggi secondari
- Sergente Anthony Renzulli (stagioni 1-4), interpretato da Nicholas Turturro, doppiato da Pasquale Anselmo.
Primo partner di Jamie e suo agente istruttore. Dalla terza stagione passa dal ruolo di agente di pattuglia a un ruolo di agente supervisore nel proprio distretto.
- Detective Abigail Baker (stagioni 1-14), interpretata da Abigail Hawk, doppiata da Valentina Mari.
Membro della squadra di Frank, lavora come sua segretaria.
- Tenente Sidney "Sid" Gormley (stagioni 1-14), interpretato da Robert Clohessy, doppiato da Ambrogio Colombo.
Inizialmente sergente supervisore del 54º distretto. Poliziotto vecchio stampo, ha una grande stima dei propri sottoposti, e fa sempre di tutto per appoggiarli. All'inizio della quinta stagione viene trasferito al quartier generale, dove assume il neo-istituito ruolo di "Assistente Speciale del Comandante" facente funzione, e quindi diventando de facto Capo del Dipartimento[5]. Poco tempo dopo l'assegnazione del nuovo incarico, viene promosso tenente.
- Garrett Moore (stagioni 1-14), interpretato da Gregory Jbara, doppiato da Riccardo Peroni.
Portavoce di Frank, è l'addetto alle pubbliche relazioni ed è di fatto il suo vice. Ex giornalista, quasi in ogni episodio fa ciò che può per rendere il più pacifici possibili i rapporti tra NYPD e l'intera città, ma spesso i suoi consigli sono ignorati da Frank, che agisce talvolta anche mettendo a rischio la propria posizione. Ciò nonostante, i due sono molto legati, tanto che più di una volta Frank ha ribadito che Garrett è uno dei motivi grazie a cui è riuscito a rimanere Comandante del NYPD così a lungo, mentre Garrett ha rinunciato più di una volta a incarichi anche molto meglio retribuiti solo per poter aiutare l'amico.
- Detective Jackie Curatola (stagioni 1-3), interpretata da Jennifer Esposito, doppiata da Laura Romano.
Prima partner di Danny. Molto più calma di lui, spesso si ritrova a doverlo controllare per impedire che si metta nei guai con i suoi modi a volte rozzi. All'inizio della terza stagione prende un periodo di aspettativa poiché si è resa conto che la mancanza di qualcuno a cui dedicarsi al di fuori del lavoro la sta sfiancando.
- Detective Kate Lansing (stagioni 2-3), interpretata da Megan Ketch. 
Detective degli Affari Interni che per un breve periodo passa alla Divisione Omicidi come partner di Danny sostituendo Jackie Curatola, per poi tornare agli Affari Interni pochi mesi dopo.
- Detective Candice "Mac" McElroy (stagione 3), interpretata da Megan Boone.
Detective assegnata temporaneamente nel distretto di Danny. Ha partecipato a tre missioni in Afghanistan come paracadutista dell'esercito.
- Detective Maria Baez (stagioni 3-14), interpretata da Marisa Ramirez, doppiata da Laura Lenghi.
Partner di Danny a partire da metà della terza stagione. Più simile a Danny nei metodi, con lui instaura un'ottima amicizia. Ha un fratello maggiore chiamato Javier, ex tossico, che muore nella quinta stagione sacrificandosi per proteggerla da un proiettile.
- Agente Vincent "Vinny" Cruz (stagione 3), interpretato da Sebastian Sozzi.
Secondo partner di Jamie. Sboccato e donnaiolo, inizialmente Jamie avrà alcune difficoltà a lavorare con lui dati i differenti metodi di azione, ma presto imparano a collaborare. Muore alla fine della terza stagione in un'imboscata, venendo promosso detective post-mortem per essere morto in azione.
- Kelly Davidson (stagione 1), interpretata da Andrea Roth.
- Det. Anthony Abetemarco (stagioni 6-14), interpretato da Steve Schirripa, doppiato da Pietro Ubaldi (ep. 06x09-09x13) e Paolo Marchese (ep. 09x14+).
Detective della procura e buon amico di Erin.
- Sydney Davenport (stagione 1), interpretata da Dylan Moore.
- Frank Russo (stagione 1), interpretato da Bruce Altman.
- Kelly Peterson (stagioni 3-4), interpretata da Bebe Neuwirth.
- Sindaco Carter Poole (stagioni 2-7), interpretato da David Ramsey, doppiato da Alessio Cigliano. 
Sindaco di New York a partire dalla seconda stagione. Inizialmente Frank e Garret sono convinti che Poole, data la sua tendenza politica di sinistra e dato il suo essere afro-americano proveniente dai quartieri poveri abbia intenzione di nominare un nuovo Comandante del NYPD; tuttavia Carter nomina nuovamente Frank, poiché quando era giovane fu proprio Frank uno dei pochi poliziotti che gli dimostrarono benevolenza. Diventa paraplegico in un attentato alla fine della terza stagione. Nella sesta stagione viene rieletto, e ancora chiede a Frank di rimanere al suo servizio come Comandante del NYPD. I due hanno un rapporto molto particolare: Frank non ha mai nascosto la sua avversione per la politica e per le azioni a scopo sociale tanto usate da Poole, ma contemporaneamente è evidente un mutuo rispetto che li aiuta, anche se non sempre, a cooperare. Alla fine della settima stagione decide di dimettersi quando si rende conto di non riuscire più a comandare con efficacia New York.
- Joseph "Joe" Hill (stagione 10-14), interpretato da Will Hochman, doppiato da Manuel Meli.
Detective dell'Unità investigativa sulle armi da fuoco. Nato nel 1996, si è diplomato all'accademia nel 2016 e, nel 2020, è diventato il più giovane detective della sua attuale unità. È figlio di Joe Reagan e di una sua compagna di classe dell'Accademia di polizia, Paula Hill, che lo lasciò dopo aver appreso di essere incinta, senza mai fargli sapere del bambino. Nel 2020, a causa di un progetto scolastico di analisi del DNA, Sean scopre la sua esistenza e, nonostante Paula rifiuti di partecipare, a causa del rifiuto di Frank di trasferire il nipote in un'unità meno pericolosa, alla fine riesce a portarlo al pranzo della domenica, dove Joe ha modo di conoscere il resto della famiglia che non ha mai saputo di avere.
- Regina Thomas (ep. 16x6, stagione 10-11), interpretata da Whoopi Goldberg, doppiata da Sonia Scotti.
Presidente del Consiglio comunale della città di New York.

## Produzione
Il 18 maggio 2011 la CBS ha annunciato il rinnovo della serie per una seconda stagione, in onda dal 23 settembre 2011. Il 14 marzo 2012 la serie è stata rinnovata per una terza stagione e il 27 marzo 2013 venne rinnovata anche per una quarta stagione.

## Opere correlate
Nel 2025 viene creato lo spin-off Boston Blue, che vede Donnie Wahlberg tornare a interpretare Danny Raegan, trasferitosi a Boston in seguito alla fine della serie principale.